# Нама
На́ма (Khoekhoegowap, ранее называемый готтентотским языком) — диалектный континуум, распространённый на территории Намибии, а также Ботсваны и Южно-Африканской Республики. Обычно рассматривается как единый язык, являясь в таком случае крупнейшим в макросемье. На диалектах нама говорят представители таких народов, как нама (namaqua), дамара, хайлъом (Haiǁom), а также ряд малочисленных этнических групп, например, чъхомани, ранее говорившие на языке нцъу, знание которого сейчас в той или иной степени сохраняют менее 10 чел.
Нама является национальным языком Намибии. На нём издаются книги (литературный нама, см. ниже), он используется в администрации, предложен как школьный предмет. В Намибии и ЮАР существуют радиостанции, вещающие на нама. Изучается в Университете Намибии (Виндхук), в ЮАР может быть языком второго образования.
Многие говорящие на нама являются носителями двух и более языков: в Намибии и ЮАР как дополнительные языки общения используются африкаанс и английский, в Ботсване — тсвана и английский.

## Диалекты
Нама включает в себя большое количество диалектов, основные из которых следующие:
- Чъакхой — север Намибии, от реки Овамбо до границы с Анголой. Наиболее далёкий диалект нама, близок к хайлъом.
- Хайлъом — север Намибии, район солончака Этоша. В ЮАР небольшое количество носителей в районе Кимберли.
- Лъауб-дамара — на границе округов Ошикото и Очосондьюпа. Переходный диалект от хайлъом к центральному дамара (ближе к первому).
- Сесфонтейн-дамара — северо-восток Намибии, округ Сесфонтейн и район горы Хрутберг.
- Центральный кхой-кхой — диалектный континуум, язык подавляющего большинства нама и большой части дамара. Распадается на 6 ветвей:
  - Литературный нама
  - Центрально-дамарский
  - Намидама
  - Центральный нама
  - Рихтерсфельдский нама
  - Гемсбок-нама
- Топнар-нама

## Фонология

### Гласные
Вокализм нама представлен 10-членной треугольной системой:
|         | передние | средние | задние |
| верхние | i, ĩ     |         | u, ũ   |
| средние | e, ẽ     |         | o, õ   |
| нижние  |          | a, ã    |        |

Пяти простым (оральным) гласным соответствуют пять носовых, причём гласные могут быть только краткими. Кроме них встречаются т. н. псевдо-долгие, которые следует отличать от настоящих долгих, так как первые представляют собой последовательность двух фонем.
Система дифтонгов включает семь простых и четыре носовые фонемы:
| простые | əi | ae | əu | ao | ui | oa | oe |
| носовые | ə͠ı |    | ə͠u |    | u͠ı | o͠a |    |

### Согласные
Консонатизм нама представлен 33 фонемами: системой из 20 щёлкающих и 13 нещёлкающих согласных. Согласные по глухости-звонкости не различаются.

#### Нещёлкающие согласные
|           | Губные | Альвеолярные | Велярные | Глоттальные |
| взрывные  | p      | t            | k        | ʔ           |
| аффрикаты |        | ʦ            | kʰ       |             |
| щелевые   | β      | s            | x        | h           |
| носовые   | m      | n            |          |             |
| дрожащие  |        | ɾ            |          |             |

#### Щёлкающие согласные
|                              | Аффрицированные (менее шумные) щёлкающие | Аффрицированные (менее шумные) щёлкающие | «Острые» (шумные) щёлкающие | «Острые» (шумные) щёлкающие |
| Дентальные                   | Латеральные                              | Постальвеолярные                         | Палатальные                 |                             |
| Велярные                     | kǀ                                       | kǁ                                       | kǃ                          | kǂ                          |
| Велярные аффрикатизированные | kǀˣ                                      | kǁˣ                                      | kǃˣ                         | kǂˣ                         |
| Носовые                      | ŋǀ                                       | ŋǁ                                       | ŋǃ                          | ŋǂ                          |
| Придыхательные               | ŋ̊ǀʰ                                      | ŋ̊ǁʰ                                      | ŋ̊ǃʰ                         | ŋ̊ǂʰ                         |
| Глоттализованные             | kǀʔ                                      | kǁʔ                                      | kǃʔ                         | kǂʔ                         |

Аффрикатизированные исходы сложно различимы, если щёлкающий согласный не расположен между гласными, для иностранцев они могут казаться больше похожими на более долгий, но менее резкий вариант придыхательного исхода. Произношение аффрикатизированных щёлкающих варьируется, например, варианты произношения /kǀˣ/ могут изменяться от [kǃʰ] до [kǃx].

### Просодия
Нама — тоновый язык. Система тонов представлена двумя контурными тонами — нисходящим и восходящим и одним регистровым — средним, которые могут относиться как к гласным, так и к носовым согласным. В транскрипции нисходящий тон обозначают грависом, восходящий — акутом, средний — обычно не обозначается.

### Морфонология
Слоги обычно имеют структуру CV или CVC. Корень, как правило, имеет структуру CVCV. Характерной чертой является употребление кликов, как правило, в начале корня. В реляционных и деривационных морфемах они не встречаются.
В нама распространена редупликация, например:
- Khoekhoen (самоназвание народа нама) — удвоение khoe (человек) плюс -n (формант множественного числа).
- gogo (пристально рассматривать) — производное глагола go — смотреть  (недоступная ссылка).

## Письменность
Письменность на основе латинского алфавита существует с 1845 года. Исторически набор знаков и их использование варьировали, а наличие щёлкающих звуков вынудило ввести специальные знаки для их обозначения. Например, изначально основы кликов обозначались греческими буквами, которые впоследствии были заменены на знаки МФА (в отличие от орфографии щёлкающих языков банту, где используется чистая латиница). В настоящее время принят единый стандарт орфографии и современный алфавит нама имеет следующий вид:
| A a      | B b*  | D d*  | E e      | (F f) | G g* | H h      | I i      | (J j) | K k*  | Kh kh | (L l) | M m  | N n  | O o  | P p* | R r   | S s   | T t*  | Ts ts | U u | (V v) | W w | X x |
| -------- | ----- | ----- | -------- | ----- | ---- | -------- | -------- | ----- | ----- | ----- | ----- | ---- | ---- | ---- | ---- | ----- | ----- | ----- | ----- | --- | ----- | --- | --- |
| [a], [ə] | [p]   | [t]   | [ɛ], [e] | [f]   | [k]  | [h], [ʰ] | [i], [I] | [j]   | [k]   | [kh]  | [l]   | [m]  | [n]  | [o]  | [p]  | [r]   | [s]   | [t]   | [ʦ]   | [u] | [v]   | [β] | [x] |
| ǀ        | ǁ     | ǂ     | ǃ        | ǀg    | ǁg   | ǂg       | ǃg       | ǀh    | ǁh    | ǂh    | ǃh    | ǀn   | ǁn   | ǂn   | ǃn   | ǀkh   | ǁkh   | ǂkh   | ǃkh   |     |       |     |     |
| [kǀʔ]    | [kǁʔ] | [kǂʔ] | [kǃʔ]    | [kǀ]  | [kǁ] | [kǂ]     | [kǃ]     | [ŋ̊ǀʰ] | [ŋ̊ǁʰ] | [ŋ̊ǂʰ] | [ŋ̊ǃʰ] | [ŋǀ] | [ŋǁ] | [ŋǂ] | [ŋǃ] | [kǀˣ] | [kǁˣ] | [kǂˣ] | [kǃˣ] |     |       |     |     |

Характерной особенностью орфографии нама являются определённые отклонения от фонетической записи. Так, отмеченные звёздочкой буквы используются для различения тонов соседних с ними гласных: буквы p, t, k используются для обозначения восходящего тона, а b, d, g — нисходящего: [tã́ure-táma] — dâure-dama. Особенность есть и при записи кликов: велярный исход обозначается добавлением буквы g (или k), а глоттализованный обозначается знаком основы клика без дополнительных букв. Аффрикатизированный исход обозначается добавлением kh.
Носовые гласные обозначаются с помощью циркумфлекса: [ã] — â , [ũ] — û , [ĩ] — î.
Псевдо-долгие (двойные) обозначаются одной буквой с макроном, например, [aa] — ā.
Буквы, взятые в скобки, встречаются только в заимствованиях из африкаанс, английского и немецкого.

### Пример
Текст молитвы «Отче Наш»:
Neti ǁnei ǀgore du re: Sida Îtse ǀhomgu ǃna hâtse, sa ǀonsa as khaihe re. Sa gaosiba ab ha re, sa ǂêisa as i, ǀhomi ǃnas ta is ǁkhas khemi ǁnati ǃhubeib on ei. Netse sida tsegorobe bereba ma da. Ê sida ǀhawina ǀûba da, sida ǀhawixabena da ra ǁkadi ǀûba khemi. Ê ta ǃiâi-tsâb ǃna ǂgai-ǂgui da, ê ǂkawaba xu ore da. Gaosib tsî ǀgeib tsî ǂkeisib tsîgu a sa ǀamosib ǃna xuige. Amen.

## Морфология

### Имя
Имена характеризуются категориями лица, числа, рода и падежа. В падежной системе противопоставляются прямой и косвенный падежи. Первый обычно не маркирован (см. вопросительное предложение), последний характеризуются показателем -à. Лицо, род и число выражаются одним маркером (обычно называемым клитиком или PGN-маркером (person-gender-number marker). Имена строятся по единому шаблону, морфемы располагаются в следующем порядке: корень — клитик — показатель падежа. Существительные маркируются третьим лицом. В нама используются следующие клитики:
| Род            | Число         | 1-е лицо     | 2-е лицо | 3-е лицо        |
| -------------- | ------------- | ------------ | -------- | --------------- |
| Мужской        | Единственное  | -ta          | -ts      | -p (иногда -i)  |
| Мужской        | Двойственное  | -kxm         | -kxò     | -kxà            |
| Мужской        | Множественное | -ke          | -ko      | -ku             |
| Женский        | Единственное  | -ta          | -s       | -s              |
| Женский        | Двойственное  | -m (или -im) | -rò      | -rà             |
| Женский        | Множественное | -se          | -so      | -tì             |
| Неопределённый | Единственное  |              |          | -ʼì             |
| Общий          | Двойственное  | -m (или -im) | -rò      | -rà             |
| Общий          | Множественное | -tà          | -tù      | -n, -na или -in |

Например: kxoeb — мужчина, kxoes — женщина, kxoei — человек.

### Глагол
Глагол характеризуется категориями времени и вида, которые обозначаются с помощью специальных частиц. В утвердительной форме последние расположены следующим образом:
| Время             | Вид           | Вид                | Вид                |
| ----------------- | ------------- | ------------------ | ------------------ |
| Время             | Несовершенный | Имперфект          | Перфект            |
| Давно прошедшее   | kè глагол     | kèrè глагол        | kè глагол hàa ʼií  |
| Недавно прошедшее | kò глагол     | kòrè глагол        | kò глагол hàa ʼií  |
| Настоящее         | глагол        | ra (или ta) глагол | глагол hàa         |
| Будущее           | nìí глагол    | nìí ra глагол      | nìí глагол hàa hàa |
| Неопределённое    | kà глагол     | kàrà глагол        | kà глагол hàa ʼií  |

Отрицание строится при помощи постпозитивной частицы tama. При разных видах глагола используется отличный порядок маркеров:
| Время             | Вид                | Вид                    |
| ----------------- | ------------------ | ---------------------- |
| Время             | Несовершенный      | Перфект                |
| Давно прошедшее   | kè глагол tama ʼií | глагол tama kè hàa ʼií |
| Недавно прошедшее | kò глагол tama ʼií | глагол tama kò hàa ʼií |
| Настоящее         | глагол tama        | глагол tama hàa        |
| Будущее           | глагол títe        | глагол hàa títe        |
| Неопределённое    | kà глагол tama ʼií | глагол kà tama hàa ʼií |

Будущее время также обозначает желательное наклонение.
Кроме того глаголы могут модифицироваться рядом суффиксов, выражающих дополнительные аспекты:
- пассивный: -hè
- аппликативный: -pa
- возвратный: -sn
- взаимный: -ku

## Синтаксис
Базовый порядок слов в нама — SOV (подлежащее — косвенное дополнение — прямое дополнение — сказуемое):
| ǁʼíìp                             | ke              | ʼáopà                               | kè          | ǂaí.  |
| Личн. местоим. 3-л., ед.ч., муж.р | повест. частица | человек 3-л., ед.ч., муж.р, косв.п. | давно-прош. | звать |

Он позвал мужчину.

В утвердительном предложении подлежащее маркировано т. н. повествовательной частицей ke. 
В вопросительном — показателем -à и факультативно — экспрессивной вопросительной частицей kxa:
| ʼáopà                               | kè          | ǃùu?  |
| человек 3-л., ед.ч., муж.р, косв.п. | давно-прош. | идти? |

Мужчина ушел?
Порядок элементов в именной группе следующий:
- [(личное местоимение) — (определит.) — (указатель) — (ассоциатив.) — (числительное) — (модификатор) — (существительное)] — клитика

Например:
| hòáráka        | ǂnùu        | kxòen                  |
| определитель   | модификатор | существительное+клитик |
| весь / целиком | чёрный      | человек мн.ч, общ.р    |

Все чёрные люди.

Клитика может присоединяться к практически любому слову, но всегда к последнему в именной группе.